# Сог (повіт)
32°02′44″ пн. ш. 94°16′54″ сх. д. / 32.045555555556° пн. ш. 94.281666666667° сх. д.
Сог (кит. 索县, пін. Suŏ Xiàn, трансліт. Sog) — один із повітів КНР у складі префектури Нагчу, Тибетський автономний район. Адміністративний центр — містечко Яла.

## Географія
Сог у середньому лежить на висоті близько 3990 метрів над рівнем моря у верхів'ях річки Салуїн на сході Тибетського плато.

### Клімат
Повіт знаходиться у зоні так званої «гірської тундри», котра характеризується кліматом арктичних пустель, але із впливом мусонів. Найтепліший місяць — липень із середньою температурою 12,1 °C. Найхолодніший місяць — січень, із середньою температурою -8,7 °С.
| Клімат повіту Сог                                  | Клімат повіту Сог | Клімат повіту Сог | Клімат повіту Сог | Клімат повіту Сог | Клімат повіту Сог | Клімат повіту Сог | Клімат повіту Сог | Клімат повіту Сог | Клімат повіту Сог | Клімат повіту Сог | Клімат повіту Сог | Клімат повіту Сог | Клімат повіту Сог |
| Показник                                           | Січ.              | Лют.              | Бер.              | Квіт.             | Трав.             | Черв.             | Лип.              | Серп.             | Вер.              | Жовт.             | Лист.             | Груд.             | Рік               |
| Середній максимум, °C                              | −0,4              | 2,5               | 6,3               | 10,3              | 13,9              | 16,9              | 19,2              | 19,2              | 16,2              | 10,7              | 5,6               | 2                 | 10,2              |
| Середня температура, °C                            | −8,7              | −5,2              | −1                | 2,9               | 6,5               | 10,1              | 12,1              | 11,7              | 8,8               | 3,2               | −2,8              | −7                | 2,6               |
| Середній мінімум, °C                               | −15,9             | −12,1             | −7,5              | −3,4              | 0,8               | 5                 | 6,9               | 6,4               | 3,7               | −2,2              | −9,3              | −14,5             | −3,5              |
| Норма опадів, мм                                   | 8.3               | 7.7               | 10.8              | 17.3              | 66.1              | 139.2             | 119.8             | 104.3             | 90.6              | 34.2              | 4.8               | 3.5               | 606.6             |
| Вологість повітря, %                               | 44                | 40                | 41                | 47                | 59                | 67                | 68                | 68                | 70                | 61                | 48                | 40                | 54                |
| -------------------------------------------------- | ----------------- | ----------------- | ----------------- | ----------------- | ----------------- | ----------------- | ----------------- | ----------------- | ----------------- | ----------------- | ----------------- | ----------------- | ----------------- |
| Джерело: Дані метеостанції №56106 (КНР, 1991-2020) |                   |                   |                   |                   |                   |                   |                   |                   |                   |                   |                   |                   |                   |